# Flightradar24
Flightradar24.com (tidigare Flygradar.nu) är en webbplats grundad 2007 av Svenska Resenätverket AB som använder flygplans ADS-B-signaler för att ta emot information om position, höjd, hastighet med mera och sedan placerar flygplanen på en karta.

## Förklaring
För att kunna se flygplan på Flightradar24 krävs det att planet har en transponder kallad ADS-B. ADS-B finns på ungefär 60 procent av dagens trafikflygplan vilket innebär att Flightradar24 inte visar samtliga flygplan i luften. Vanligast är det att större trafikflygplan har ADS-B medan mycket få propellerplan, militärflygplan och äldre Sovjetflygplan har den. Flightradar24 har idag (2016) ett nätverk på ungefär 7 000 mottagare.

## Utveckling
2007 grundades Flygradar.nu av Svenska Resenätverket AB. Täckningen var till en början väldigt begränsad och var enbart tillgänglig för norra Europa. 2009 utvecklade man det nätverk som används idag vilket gjorde det möjligt för ADS-B-innehavare över hela världen att ansluta till nätverket.
Flightradar24 kom i månadsskiftet juli-augusti 2010 som en iOS-applikation.

## ADS-B
Automatic dependent surveillance-broadcast (även känd som ADS-B) är en nyare typ av transponderteknik för flygplan. Den går ut på att flygplanet själv skickar ut alla signaler inkluderat sin position med hjälp av en GPS och datalänk istället för att flygtrafikledningen ska lokalisera var flygplanen befinner sig.
Signalen kan sedan tas emot av antingen markstationer eller av andra luftfartyg som är utrustade med en likadan transponder. Om luftfartyget är utrustat med en så kallad CDTI (Cockpit Display of Traffic Information) kan den omgivande trafiken presenteras där tillsammans med den egna positionen. På detta sätt erhåller piloten en betydligt bättre omvärldsuppfattning.
En markstation på flygplatsen vidarebefordrar informationen till flygtrafikledningen och andra intressenter. Denna är även kopplad till ett nätverk som möjliggör att informationen kan "tappas" i princip var som helst.
Flightradar24 använder sig av en egenutvecklad ADS-B-mottagare som även har stöd för MLAT.

## Konsekvenser av vulkanutbrottet på Island
Flightradar24 fick stor internationell uppmärksamhet i och med vulkanen Eyjafjallajökulls utbrott i april 2010 då många stora internationella nyhetsmedier använde sidan för att beskriva det aktuella läget i luftrummet över Europa. I och med vulkanutbrottet blev även besökstillströmningen till sidan extremt hög, mycket högre än vad servrarna var dimensionerade för, vilket gjorde att sidan stundtals låg nere helt.

## Användning vid haveriutredningar
Flightradar24 kunde lämna viktig information om Malaysia Airlines olyckor 2014, till exempel om den sista kända positionen för Malaysia Airlines Flight 370. Den franska flygsäkerhetsmyndigheten BEA kontaktade Flightradar24 för att få tillgång till dess positionsinformation om Germanwings kraschade flygplan i franska Alperna 2015 omedelbart efter händelsen. Denna information gav snabbt besked om att andrepiloten ställt in autopiloten på att krascha flygplanet mot bergsväggen.